# Lorenzo Garzella

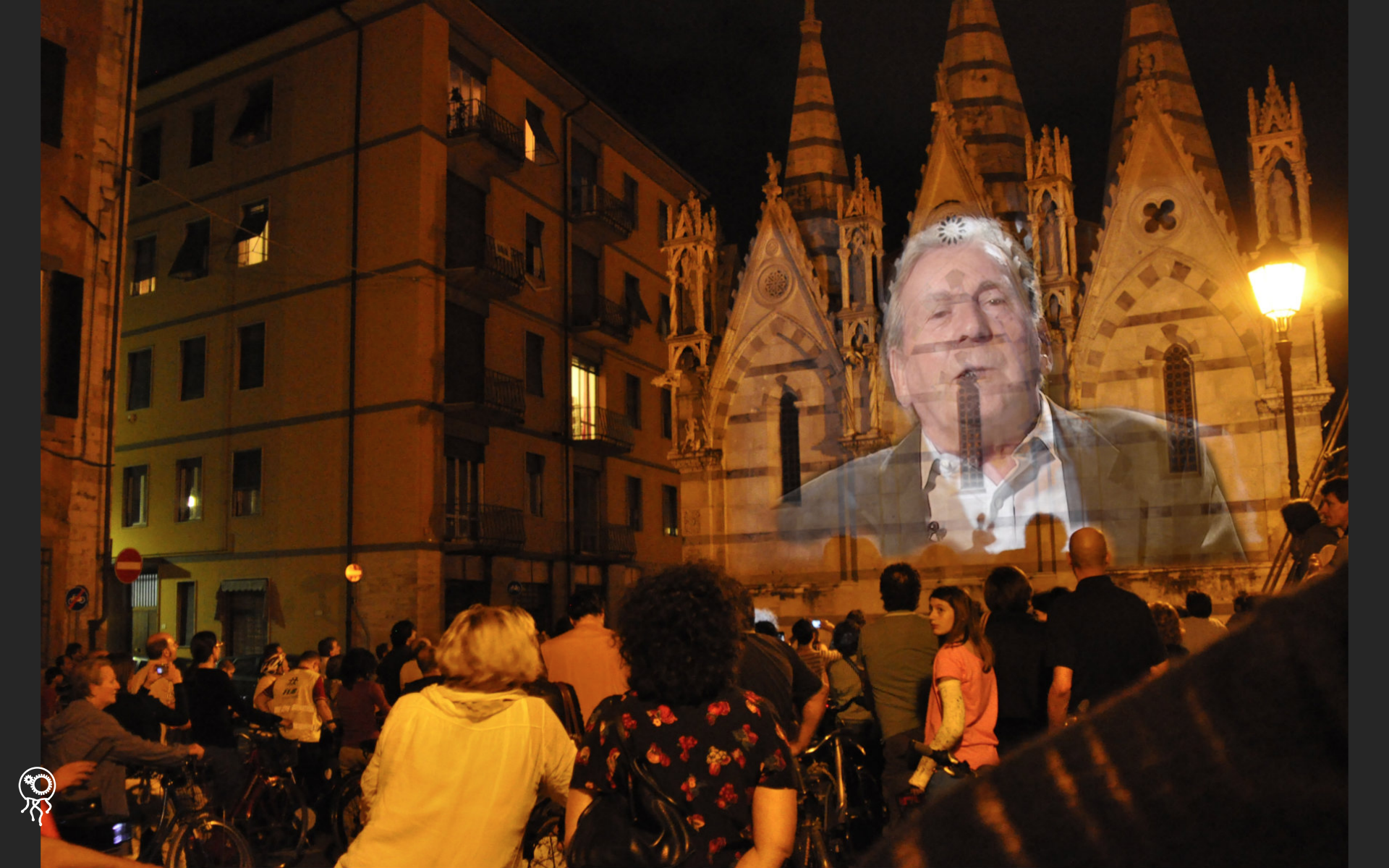
La cine-bicicletta, proiezione a Pisa, 2014

Lorenzo Garzella (Pisa, 16 maggio 1972) è un regista, sceneggiatore e produttore cinematografico italiano.
Vive dividendosi tra Pisa e Roma.

## Biografia
Nato e cresciuto a Pisa, dove si è laureato in Lettere con una tesi in Storia del Cinema, ha frequentato nel biennio 1996-97, a Torino, la Scuola Video di Documentazione Sociale “I Cammelli” di Daniele Segre. Nel 2001 ha fondato con Filippo Macelloni la società di produzione indipendente NANOF (Roma), con la quale ha realizzato la produzione esecutiva del documentario Silvio Forever di Filippo Macelloni e Roberto Faenza (2011), ed ha collaborato con diverse società di produzione e autori cinematografici italiani e internazionali, fra cui il documentarista Jem Cohen e Roberto Benigni. Nel 2019 Nanof ha prodotto - in collaborazione con Ryot Films - il documentario di Beniamino Barrese La Scomparsa di mia madre (The Disappearance of My Mother), presentato in concorso al Sundance Film Festival 2019, e in anteprima italiana al Biografilm Festival 2019.

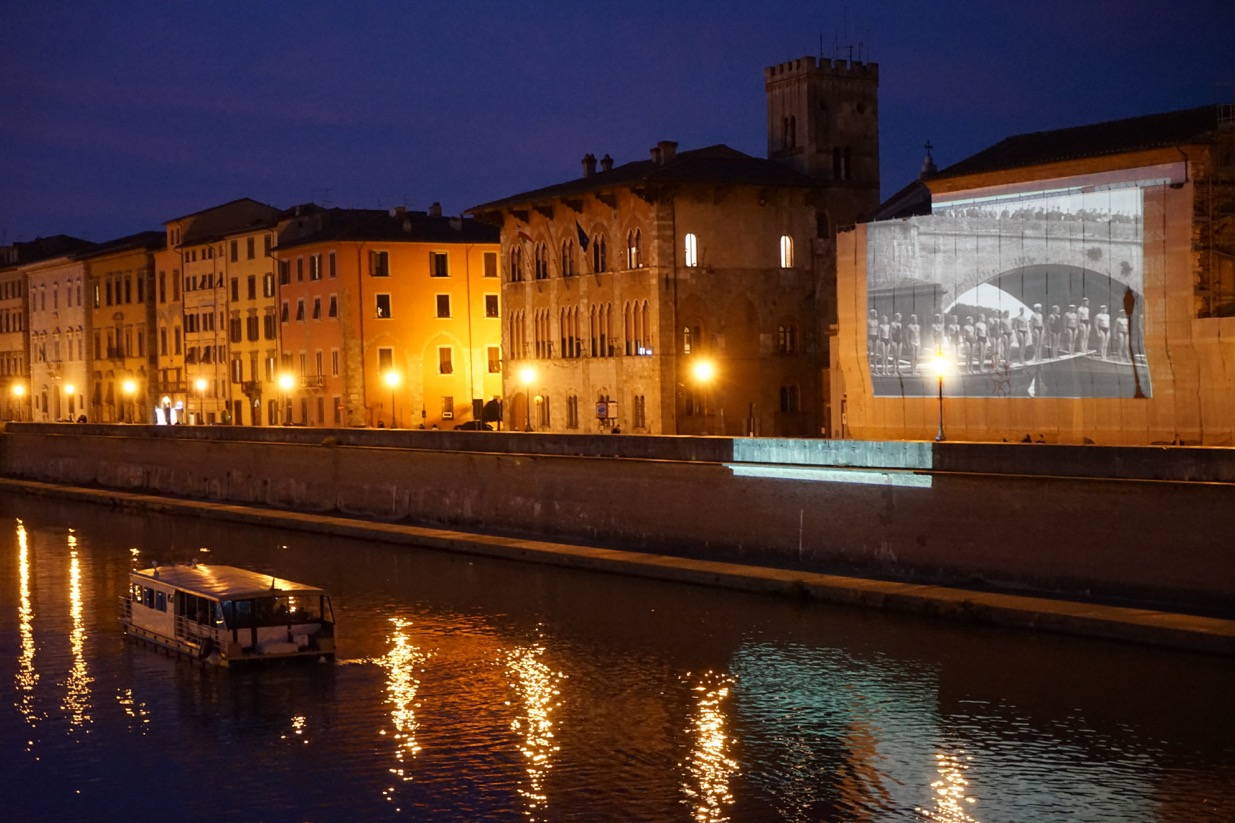
Il cine-battello, proiezione a Pisa, 2017

Ha realizzato videoinstallazioni, documentari, cortometraggi (Rai, Mediaset, Sky) ottenendo riconoscimenti in Italia e all'estero. Insieme a Filippo Macelloni ha scritto e diretto il suo primo lungometraggio Il Mundial dimenticato (90′, 2011), mockumentary ispirato a un racconto dello scrittore Osvaldo Soriano. Il film, co-produzione italo-argentina, è stato presentato in anteprima al Festival di Venezia 2011 e in numerosi festival internazionali ricevendo svariati premi ed è stato distribuito nelle sale cinematografiche italiane a giugno 2012.
Ha diretto documentari di argomento storico e sociale: Eccehomini – ricordi di una strage, 1999, 60′ sull'eccidio nazi-fascista del padule di Fucecchio; Pinocchio in Siam, 2000, 30′, sulle carceri minorili di Bangkok; Scarcerarci Football Club, 50′, 2002, su una squadra di detenuti e le condizioni carcerarie in Italia, presentato al Festival di Torino; Occhi su Roma, 2008, 60′, sul rapporto fra videosorveglianza e città). È del 2018 il documentario Storie di Altromare - omaggio a Antonio Possenti, un ritratto dell'artista lucchese attraverso animazioni a passo-uno delle sue pitture, materiali d'archivio e interviste,  presentato in anteprima al Lucca Film Festival 2018, prodotto in collaborazione con Sky Arte HD.
Ha dedicato particolare attenzione alla narrazione sportiva, realizzando La mia squadra – Marcello Lippi racconta i Mondiali 2006″, 2010, 60′, Rai Uno; Rimet – L'incredibile storia della Coppa del Mondo, 50′, 2010, co-regia con F.Macelloni e C.Meneghetti, presentato al Festival di Taormina 2010; Germany 2006, 90′, 2010, film di montaggio sui mondiali tedeschi prodotto da TP&associates in collaborazione con FIFA, per la distribuzione mondiale Home Video, 52 paesi). 
Dal 2014 si dedica alla realizzazione di progetti narrativi crossmediali - combinando proiezioni, installazioni, mostre multimediali, tour interattivi, eventi dal vivo (con la partecipazione di attori, artisti e musicisti come Federico Guerri, Gipi, Tommaso Novi, David Riondino, Marta Rizi), realtà aumentata, percorsi VR a 360°, laboratori didattici, app e piattaforme web  - con particolare attenzione alla condivisione della memoria e al racconto del patrimonio culturale. Fra i progetti crossmediali: "Memorysharing - Pisa e la guerra" (2014/2018), "Firenze in Guerra" (2014-2015), "Oltre le generazioni" (2016/2017), nell'ambito del Festival delle Generazioni (Firenze 2016, con repliche e adattamenti nel 2017 a Pisa, Macerata, Salerno, Palermo), "Arno 66 - Timetravel" (2016/2018), per il 50º anniversario dell'alluvione di Firenze. Con Nanof e con l'associazione Acquario della Memoria (Pisa) inventa e sperimenta la cine-bicicletta, il cine-bus e il cine-battello, creando film e proiezioni itineranti, oltre a proporre altre forme ibride di raccolta partecipata e narrazione della memoria, come l'audio-film al buio con impianto sonoro immersivo (Pisa 2014/2017, Firenze 2015/2016), e il progetto memorysharing di quartiere (Pisa 2016).
Dal 2002 al 2009 e dal 2011 in poi Lorenzo Garzella è docente esterno di Montaggio Video all'Università di Pisa, dal 2017 insegna "Digital Video 2" all'Accademia Alma Artis di Pisa. Dal 2016 al 2018, nel team dell'Università di Pisa, coordina la comunicazione video del progetto europeo ArchAIDE (finanziato da "European Union’s Horizon 2020 research and innovation programme" e gestito da un consorzio di 9 partner provenienti da 5 paesi europei), per la creazione di una app di riconoscimento automatico e di un database open-data nell'ambito dei ritrovamenti archeologici di frammenti ceramici.

## Filmografia

### Regia

#### Lungometraggi
- Il Mundial dimenticato, (2011), in collab.

#### Documentari
- Storie di Altromare - omaggio a Antonio Possenti (2018)
- Rimet, l'incredibile storia della Coppa del Mondo (2010), in collab.
- Occhi su Roma (2007), in collab.
- Pinocchio, un film parallelo (2004), in collab.
- Scarcerarci Football Club (2003), in collab.
- Eccehomini, ricordi di una strage (1999), in collab.

#### Cortometraggi
- Massima Punizione (2006)[45], in collab.
- La Barriera (2004)[46], in collab.

### Sceneggiatura
- Il Mundial dimenticato, (2011), in collab.

### Produzione
- The Disappearance of my mother  / La scomparsa di mia madre (2019), produttore esecutivo
- Silvio Forever (2011), produzione esecutiva Nanof
- Rimet, l'incredibile storia della Coppa del Mondo (2010), produttore associato Nanof